# ベン・ウェブスター

ベン・ウェブスター（1943年）

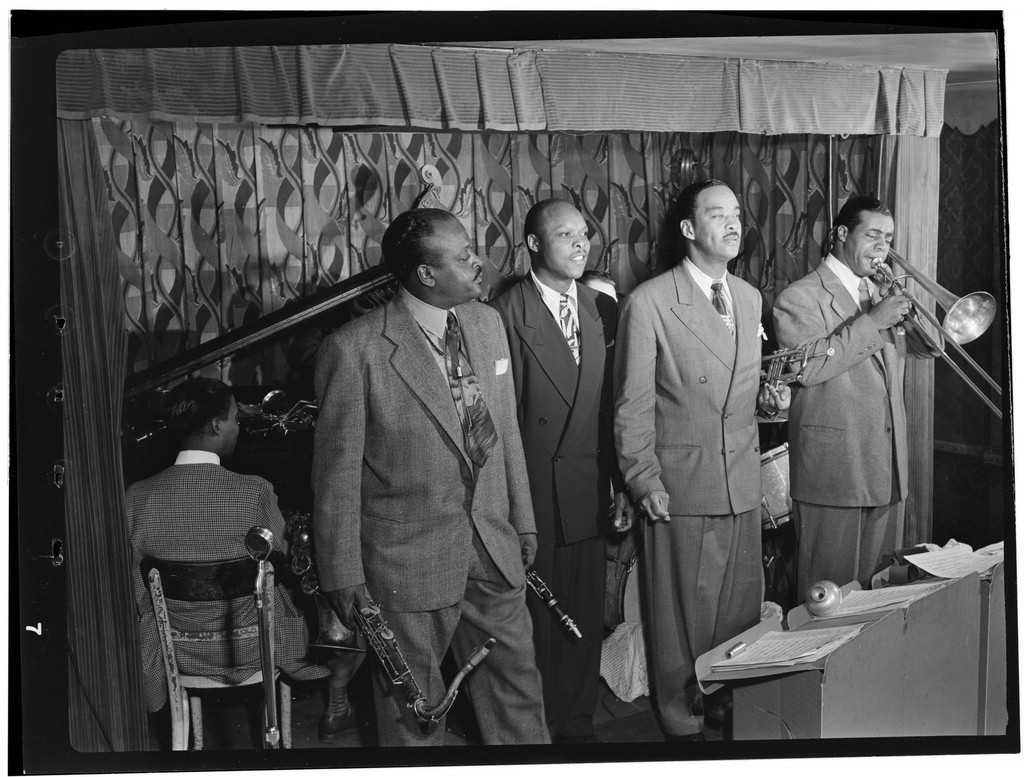
バック・クレイトンなどと（1947年10月）

ベン・ウェブスター（Ben Webster、1909年3月27日－1973年9月20日）（「ザ・ブルート」、もしくは「フロッグ」という呼び名でも知られている）は、アメリカ合衆国のジャズ・テナー・サックス奏者。
ウェブスターは、ミズーリ州カンザスシティに生まれ、コールマン・ホーキンス、レスター・ヤングとともにスウィング期の3大テナーの一人と考えられている。
愛情を込めて「ザ・ブルート」と呼ばれ、 堅く、とがっていて、すごくいかした音色でストンプのリズムを刻む（彼自身の明らかに他人とは異なったうなるような演奏によって）。しかし、バラード曲では、温かみと情趣あふれる演奏をもこなすのである。スタイルの点から見れば、ウェブスターのそれは、ジョニー・ホッジスに負うところが大きい。ウェブスターによれば、ホッジスこそが彼に、サックスをどのように演奏したらよいか教えてくれた人物だということである。

## 略歴

### 生い立ちと経歴
ウェブスターはピアノとヴァイオリンを幼少の頃から習っていた。サクソフォーンの演奏について学ぶのはその後のことになるのだが、それでも彼は時々、ピアノに立ち帰っていた。時にはピアノで録音に参加することもあったのである。ある時、バド・ジョンソンがウェブスターにサクソフォーンの基本的な演奏法について教えたことがあったのだが、それ以来、サクソフォーンをヤング・ファミリー・バンド（当時、メンバーの一人にレスター・ヤングがいた）で演奏するようになった。
カンザスシティは、この当時、様々なミュージシャンが集まる「るつぼ」と化しており、1930年代にはジャズの大物達が何人かここから生まれている。
その後、ウェブスターは1932年にベニー・モーテンの伝説的なバンドに加わる。このバンドには、カウント・ベイシー、ホット・リップス・ペイジ、ウォルター・ペイジらがいた。この頃の様子はロバート・アルトマンの映画『カンザス・シティ』の中で描かれている。
ウェブスターは、1930年代に、それなりに多くのバンドを転々とした。具体的には、アンディ・カーク・バンド、フレッチャー・ヘンダーソン・オーケストラには1934年に加入、その後、ベニー・カーター・バンド、キャブ・キャロウェイ・バンド、そして長くは続かなかったテディ・ウィルソン・ビッグ・バンドなどで演奏している。

### デューク・エリントンと共に
1935年にデューク・エリントンのオーケストラと初めて共演して以来、1940年までに、ベン・ウェブスターはエリントン・オーケストラの最初のテナーのソリストとなっていた。ウェブスターは、このオーケストラのアルト・サックスのソリストであるジョニー・ホッジスを、自分に大きな影響を与えた人物として挙げている。
その後3年の間、ウェブスターは数々の有名な録音に参加する。その中には、「コットン・テール」や「オール・トゥー・スーン」などがある。オーケストラのベースを務めていたジミー・ブラントンとともに、ウェブスターはエリントン・オーケストラとって欠くことのできない存在となり、結果として、この期間のバンドは、「ブラントン＝ウェブスター・バンド」として知られることとなった。
ウェブスターは、証拠はないものの、口論となってエリントンのスーツを切り裂いたと言われている。この出来事の後、1943年に彼はバンドを去ったのだが、2003年にニュアーク・スター・レジャーとのインタビューで、トランペッターのクラーク・テリーは、「ウェブスターがエリントンのバンドを辞めたのは、彼がデュークをひっぱたいたからで、その後すぐ、二週間の猶予つきの解雇通知をもらったんだ」と述べている。

### その後のアメリカでの業績
1943年にエリントンのもとを去ってから、ウェブスターはニューヨーク市の52丁目で働いた。リーダーとして、また共演者として、何枚も録音を残している。レイモンド・スコット、ジョン・カービー、シド・キャレット、そしてジェイ・マクシャン・バンドなどである。ジェイ・マクシャン・バンドでは、歌手のジミー・ウィザースプーンも呼び物となっていた。1948年には、ウェブスターは、数ヶ月の間だけだが、エリントン・オーケストラに復帰したこともあった。
1953年には、「キング・オヴ・ザ・テナーズ」をピアニストのオスカー・ピーターソンと一緒に録音している。ピーターソンは、この後1950年代を通じてウェブスターにとって重要な共演者となった。そして、ピーターソンだけでなく、トランペッターのハリー・スウィーツ・エディソン達とも合流して、ノーマン・グランツがプロデュースする「ジャズ・アット・ザ・フィルハーモニック (JATP)」に参加し、ツアーや録音に携わるようになる。「コールマン・ホーキンス・エンカウンターズ・ベン・ウェブスター」は、仲間であるコールマン・ホーキンスと一緒に、1957年12月16日に録音されたものだが、オスカー・ピーターソン、ハーブ・エリス（ギター）、レイ・ブラウン（ベース）、アルヴィン・ストーラー（ドラム）らも参加している。ホーキンスとウェブスターの録音は、いわゆるジャズのクラシックであり、カンザス・シティで最初に出会った二人のテナー・サックスの巨人の、「共演」だったのである。
1956年には、ピアニストのアート・テイタムと組んで、ベースのレッド・カレンダー、ドラマーのビル・ダグラスのサポートで、正統派スタイルの録音を残している。

### 最後の十年、ヨーロッパにて
ウェブスターはおおむね、むらなく、定期的に働いていた。しかし1964年にヨーロッパで活動しているアメリカ人のジャズ・ミュージシャンに加わるべく、移住した。ヨーロッパでは、気が向いた時に演奏するというスタイルで、人生最後の10年間を過ごしたのである。一年間ロンドンに住み、次の四年間はアムステルダムに住んだ。そして最後にコペンハーゲンに移り住んだのは1969年のことだった。1970年のデンマークのブルー・フィルム「クリッシーでの静かな日々 (Quiet Days in Clichy)」では、ウェブスターが安いキャバレーでサックスを演奏する様子を目にすることができる。1971年にはウェブスターはデューク・エリントンと再会し、デンマークのチボリ・ガーデンで行われたショーで何度かエリントン・オーケストラとともに演奏している。また、アール・ハインズとともにフランスでライブ録音を残している。その他、バック・クレイトン、ビル・コールマン、テディ・ウィルソンらとも共演している。

## ベン・ウェブスター財団
ウェブスターの死後、ビリー・ムーア・ジュニアとウェブスターの遺産管理人は、デンマークに非営利団体ベン・ウェブスター財団を設立した。
ウェブスターがデンマークに住んでいた8年間、彼の芸術的権利を管理するマネージャーやエージェントはいいなかった。そのため、1972年、彼はジミー・ランスフォードのアレンジャーであるビリー・ムーア・ジュニアに相談した。ムーアはウェブスターの録音履歴を明らかにし、印税を確保した。ムーアはウェブスターの遺産管理人と共にベン・ウェブスター財団を設立。ウェブスターの唯一の法定相続人であるロサンゼルス在住のハーレー・ロビンソンは、喜んで自身の権利を財団に譲渡した。
ベン・ウェブスター財団は1976年にデンマーク女王の国璽によって承認された。財団の信託証書の最初の段落には、「デンマークにおけるジャズの普及を支援する」と記されている。このトラストは、ウェブスターの年間印税をデンマークとアメリカ合衆国の音楽家に還元する有益な財団である。毎年、ベン・ウェブスター賞が優秀な若手音楽家に授与されてきた。賞金は高額ではないものの、非常に名誉ある賞とされている。長年にわたり、多くのアメリカ人音楽家が財団の支援を受けてデンマークを訪れており、コンサート、レコーディング、その他ジャズ関連のイベントを支援してきた。
財団の理事会は、ウェブスターの親しい友人やファンで構成されている。ウェブスターの年間印税は、デンマークとアメリカ合衆国の音楽家に還元される。ベン・ウェブスター賞は、毎年、優秀な若手音楽家1名に投票で授与されている。
アメリカ人音楽家がデンマークを訪れ、コンサートを開催することで財団を支援している。理事会は、ウェブスターの著作権と彼の作品の再発盤を監視する役割も果たしている。財団は、これらの再発盤の合法性、品質、有効性に注力している。
2009年、アーニー・ウィルキンスのオールモスト・ビッグ・バンドがコペンハーゲン・ジャズハウスでのコンサートによって、コペンハーゲン・ジャズ・フェスティバルの開幕を飾り、ウェブスター財団が主催する「テナー・サックスのオールタイム・バトル」も披露した。

## ディスコグラフィ

### リーダー・アルバム
- 『キング・オブ・テナーズ』 - The Consummate Artistry of Ben Webster (1954年、Norgran)
- 『ミュージック・ウィズ・フィーリング』 - Music With Feeling (1954年、Norgran) ※ベン・ウェブスター・ウィズ・ストリングス名義
- 『アート・テイタム〜ベン・ウェブスター・カルテット』 - The Art Tatum - Ben Webster Quartet (1958年、Verve)
- 『ソウルヴィル』 - Soulville (1958年、Verve)
- 『コールマン・ホーキンスとベン・ウェブスター』 - Coleman Hawkins Encounters Ben Webster (1959年、Verve)
- 『ベン・ウェブスター・アンド・アソシエイツ』 - Ben Webster & Associates (1959年、Verve)
- 『ベン・ウェブスター・ミーツ・オスカー・ピーターソン』 - Ben Webster Meets Oscar Peterson (1959年、Verve)
- 『ソウル・オブ・ベン・ウェブスター』 - The Soul of Ben Webster (1960年、Verve)
- 『マリガン・ミーツ・ウェブスター』 - Gerry Mulligan Meets Ben Webster (1960年、Verve)
- 『ウォーム・ムーズ』 - The Warm Moods (1961年、Reprise)
- BBB & Co. (1962年、Prestige)
- 『ベン・ウェブスター＝スイーツ・エディソン』 - Wanted to Do One Together (1962年、Columbia)
- 『ソウルメイツ』 - Soulmates (1963年、Riverside) ※with ジョー・ザヴィヌル
- 『シー・ユー・アット・ザ・フェアー』 - See You at the Fair (1964年、Impulse!)
- Intimate! (1965年、Fontana)
- 『恋人と恋泥棒のために』 - Atmosphere For Lovers And Thieves (1966年、Black Lion)
- 『ビッグ・ベン・タイム』 - Big Ben Time! (1967年、Fontana)
- 『ベン・ウェブスター・ミーツ・ドン・バイアス』 - Ben Webster Meets Don Byas (1968年、SABA)
- Big Sound (1969年、Polydor)
- Ben Webster at Ease (1969年、Ember)
- For the Guv'nor (1969年、Columbia)
- Webster's Dictionary (1970年、Philips)
- Ben at His Best (1970年、RCA Victor)
- Autumn Leaves (1972年、Futura) ※with Georges Arvanitas
- Swingin' in London (1972年、Black Lion)
- 『マイ・マン』 - My Man: Live at Montmartre 1973 (1973年、Steeplechase)
- Previously Unreleased Recordings (1974年、Verve)
- 『モンマルトルの夜』 - Saturday Night at the Montmartre (1974年、Black Lion) ※with ケニー・ドリュー・トリオ
- Rare Live Performance 1962 (1975年、Musidisc)
- Ben and the Boys (1976年、Jazz Archives)
- Sunday Morning at the Montmartre (1977年、Black Lion)
- Layin' Back with Ben Vol. 1 (1977年、Honeydew)
- Layin' Back with Ben Vol. 2 (1977年、Honeydew)
- Carol & Ben (1977年、Honeydew)
- Did You Call? (1978年、Nessa)
- The Horn (1982年、Circle)
- 『ベン・ウェブスター・アット・ザ・ルネッサンス』 - Ben Webster at the Renaissance (1985年、Contemporary)
- 『プレイズ・デューク・エリントン』 - Plays Duke Ellington (1988年、Storyville)
- 『バラッズ』 - Ben Webster Plays Ballads (1988年、Storyville)
- 『ストーミー・ウェザー』 - Stormy Weather (1988年、Black Lion)
- 『ミーツ・ビル・コールマン』 - Meets Bill Coleman (1989年、Black Lion)
- Live in Paris 1972 (1989年、France's Concert)
- Live in Amsterdam (1989年、Affinity)
- 『ザ・ジープ・イズ・ジャンピング』 - The Jeep Is Jumping (1990年、Black Lion)
- 『マイ・ロマンス』 - Live In Denmark (1990年、Vantage) ※with ケニー・ドリュー・トリオ
- 『ベン・アンド・バック』 - Ben / Buck (1995年、Storyville) ※with バック・クレイトン
- 『テナー・タイタンズ』 - Tenor Titans (1997年、Storyville) ※with デクスター・ゴードン
- 1953: An Exceptional Encounter (2000年、The Jazz Factory)

### 参加アルバム
デューク・エリントン
- 『ザ・ブラントン＝ウェブスター・バンド』 - Never No Lament: The Blanton-Webster Band (1986年、RCA) ※1938–1942年録音

ライオネル・ハンプトン
- 『ユー・ベター・ノウ・イット!!!』 - You Better Know It!!! (1965年、Impulse!)

マンデル・ロウ
- 『ポーギーとベス』 - Porgy & Bess (1958年、RCA Camden)

オリヴァー・ネルソン
- 『続ブルースの真実』 - More Blues and the Abstract Truth (1964年、Impulse!)

アート・テイタム
- The Tatum Group Masterpieces, Vol. 8 (1956年)

クラーク・テリー
- 『ハッピー・ホーンズ』 - The Happy Horns of Clark Terry (1964年、Impulse!)